# Barthélémy Toguo
Barthélémy Toguo, né en 1967 à M'Balmayo (Cameroun), est un artiste camerounais. Il vit entre Paris et Bandjoun Station.

## Biographie
Après avoir fait des études à l'école des beaux-arts d'Abidjan en Côte d'Ivoire, il est reçu à l'École supérieure d'art de Grenoble, où il continue son apprentissage artistique, qu'il termine à l'académie des beaux-arts de Düsseldorf.
Il encourage d'autres modes d'existence, le dialogue entre les arts du Nord et du Sud, le don de celles et de ceux qui veulent redonner au continent africain ce qui lui a été régulièrement volé. S'il ne veut pas nier la dimension politique de son art, il ne cherche pas à donner des leçons mais une forme au monde tel qu'il nous touche.
Il travaille aussi bien la vidéo, la gravure, la photo, la peinture, le dessin et la sculpture, que l'installation et la 
.
Il réside à l’Atelier Calder à Saché de septembre à décembre 2020,

## Œuvre
« Une exposition où chacun a sa propre interprétation »
La première exposition monographique de Toguo dans une institution parisienne commence le 13 octobre 2004. La journée précédente est animée par une performance artistique de danse, lors du vernissage, sur l'une des œuvres de l'artiste intitulée « Climbing Down ». La sculpture est constituée de lits empilés les uns sur les autres avec des sacs colorés à carreaux et des « cabats » suspendus. Au pied d'un des lits sont disposés des valises.
L'installation comporte plusieurs représentation scéniques dont l'une d'elles « The World Greastest », l'artiste associe la vidéo, les sculptures et le dessin, ce qui représente à ses yeux un jeu de va-et-vient des sentiments amoureux, de peur, de souffrance et d'emprisonnement. Une série d'aquarelles est installée. Ces dernières représentent une interrogation sur la sexualité, les plaisirs ou encore ses pratiques, ses troubles et « esquisses du corps inachevés, amputés, aux gestes laissés en suspens de peur d'en signer la beauté définitive ».
Dans le cadre de la Fiac 2007, une de ses œuvres, In the Spotlight, est exposée dans le jardin des Tuileries à Paris.
En 2008, il ouvre en pays Bamiléké l'espace artistique Bandjoun Station, un espace dévoué à explorer des solutions pour que l'Afrique se réapproprie sa contribution à l'art contemporain international,. Il y expose l'installation Road to Exile.
En 2015, Barthélémy Toguo répond à l'invitation du WOMAD et crée l'œuvre « Water Dance » qui est installée durant trois journées sur le festival.
En 2011, il est le premier artiste invité à créer une série d'œuvres uniques sur de nouvelles formes de vases dessinées par Pierre Charpin à la manufacture de Sèvres.
En 2016, il revisite le thème classique de la nature morte de Vanité sur de grands vases de porcelaine. La vanité représentée sous un entrelacs de fleurs et de tiges évoque la mort et la maladie, le virus du Sida et d'Ebola. Pour réaliser cette série de pièces, il séjourne dans les laboratoires de l'Institut Pasteur et dans leur relais de Dakar. Il s'inspire de travaux scientifiques, et part de modèles de cellules infectées et de virus transformés par les nouvelles techniques d'impression en 3D, avant d'en grossir les formes.
Déluge, en 2016 à Montpellier, est une performance durant laquelle l’artiste met en évidence que l’eau est une ressource rare. “Je me tenais debout sur un fût, entouré de danseurs qui se tortillaient, qui semblaient souffrir, pour évoquer, dans un geste sublime de beauté, à quel point l’eau était précieuse. Cette danse, qui a duré une quinzaine de minutes, se voulait une célébration de l’eau qui incitait les spectateurs à la sauvegarder et à la protéger.” 
L’artiste la considère comme un outil important dans son travail. L’eau représente un symbole de fuite chez Barthélémy Toguo, reflétant ainsi les situations dangereuses dont sont témoins les personnes quittant leur pays d’origine vers de nouveaux espaces. Le trajet, souvent risqué, coûte la vie à de nombreux voyageurs, et certains ne parviennent jamais à destination. 
En 2017, il réalise une fresque géante composée de deux cents carreaux de grès intitulée « Célébrations » qui prend place dans la station Château Rouge du métro de Paris.
En 2023, le 20 janvier, il dévoile au jardin des plantes de Montpellier, le futur design "Science & Botanique" des tramways CAF Urbos 3 de la nouvelle ligne 5 du réseau TaM qui reliera Clapiers à Lavérune en 2025.

## Expositions
(Liste non exhaustive d'expositions de l'artiste).
- 1994 :
  - « Pôle européen », Saint-Martin d’Hères, Grenoble
  - « The Pregnant Mountain », Robert Miller Gallery, New York
  - Carpe Diem Arte e Pesquisa, Palace of Marquis de Pombal, Lisbonne
  - ... et la parole fut, Frac, île de la Réunion, Saint-Denis de la Réunion
  - The world examination, Item Éditions[12], Paris

- 1996 : Goethe Institut, Yaoundé
- 1998 : « Parasites », centre d’arts plastiques, Saint-Fons

- 1999 :
  - Baptism, Kunstmuseum Düsseldorf in der Tonhalle, Düsseldorf
  - Migrateurs, ARC, Musée d’art moderne de la Ville de Paris
  - Barthélémy Toguo, chez François Barnoud, Dijon

- 2000 :
  - Virgin Forest, La Criée, centre d’art contemporain, Rennes (cat)
  - Pénicilline, centre culturel français, Turin

- 2001 :
  - Das Bett, école régionale des beaux-arts de Dunkerque
  - The Box Associate Gallery, Turin

- 2002 :
  - « Puk, Puk, Puk », CCC, Tours
  - « Emergency Exit », Le Lieu unique, Nantes (cat)
  - « Épidémies », Goethe Institut, Yaoundé
  - « Chambre Double », Hôtel La Louisiane, Paris[13]

- 2003 : « Pure and Clean », Institute of Visual Art Milwaukee, Wisconsin

- 2004 :
  - « The Sick Opera », Palais de Tokyo, Paris
  - « Swallowing the World / Avalez le monde », aliceday, Bruxelles
  - « La guerre des sexes n’aura pas lieu », école des beaux arts de Valence
  - « Head above water »[14]

- 2005 : « The Human Mirror », École supérieure d’art, Lorient

- 2006 :
  - « La Magie du souffle », Frac Provence-Alpes-Côte d’Azur, Marseille
  - « The Wildcats’ Dinner », Ateliers d’artistes de la ville de Marseille
  - « The Wildcats’ Dinner », Mario Mauroner Contemporary Art, Salzbourg

- 2007 :
  - « Purifications »
  - « Arco 2007 », Madrid, par Mario Mauroner Contemporary Art, Salzbourg et Vienne

- 2008 :
  - « Heart Beat », Baltic, Center of Contemporary Art, New-Castle
  - « Spiritual genocide »
  - « Art Brussels », Bruxelles, Belgique
  - « The Devilish Human Temptations », Mario Mauroner Contemporary Art, Vienne, Autriche

- 2009 : « The aids issue cannot be solved thanks to the distribution of condoms[Note 2]. Benedict XVI », Mario Mauroner Contemporary Art, Vienne, Autriche

- 2010 :
  - « Guo Wei/Barthelemy Toguo », Hadrien de Montferrand Gallery[15], Pékin
  - « The Lost Dogs’ Orchestra », galerie Lelong, Paris
  - « Devils head », salon du dessin contemporain, Hadrien de Montferrand Gallery, Pékin
  - Rencontre de Bamako – Foto Museum Anvers, Johannesburg Art Gallery, Cape Town National Gallery, and Centre culturel Franco-Mozambicain, Maputo, Mozambique
  - Cissé / Toguo – Performance « Lamentations », Biennale de Dakar, Institut français de Dakar
  - « The World Examination », centre d’art contemporain de Châtellerault
  - « Liberty leading the people », Fondation Gulbenkian, Lisbonne
  - « Barthélémy Toguo / Pascal Pinaud, Workshop and performance », Villa Arson, Nice
  - « Lyrics Night », Royal Museum of Bandjoun
  - Galerie de la ville de Poitiers
  - Centre culturel français de Pointe Noire

- 2011 :
  - « J'ai deux amours », Musée de l'histoire de l'immigration, Paris
  - Museum and Art Gallery at Skidmore College, États-Unis
  - « The Unhomely », Biennial Of Contemporary Art, Séville
  - Musée de la Fédération française de tennis, Paris
  - New Ceramics, Manufacture Nationale de Sèvres, Paris
  - Specific creation Criminal Tribunal By Mauroner contemporary Art, Vienna
  - PUMA African Football Kits Project, Design Museum, Londres
  - International Print Biennale 2011, Print Awards, Who is the true terrorist, Hatton Gallery, Claremont Road, Newcastle
  - Specific creation, The well Water New performance, shower life, La Verrière by Hermès, Bruxelles

- 2012 :
  - A World Child Looking At The Landscape New Works, Nosbaum & Reding Art Contemporain, Luxembourg
  - Le volume; Vern-sur-Seiche
  - Cité nationale de l'histoire et de l'immigration, Paris
  - Galerie Lelong, Zurich
  - Triennale de Paris, Intense Proximité, Paris (expo de groupe)
  - Eleventh Havana Biennial Art Practices And Social Imaginaries, Installation, and new performance, Havana, Cuba (expo de groupe)
  - 8e Festival International du Film sur L'argile et le verre de Montpellier, France (expo de groupe)
  - Judith facing Olopherne, New Ceramics, Pavillon des Arts et du Design, Jardin des Tuileries, Paris (expo en group)
  - Fliegen/Flying, New Painting, Projet by 2 und 50 UG, Künstlerhaus Bethanien, Berlin (expo de groupe)
  - Nodes Of Mobility: transnational transfer zones and terminals Kunsthalle Exnergasse, Vienna, Austria (expo de groupe)
  - We Face Foward, Specific Creation. Manchester Art Gallery, Manchester (expo de groupe)
  - Friktionerfriction International Performance Art Festival, Uppsala Art Museum, Uppsala,Sweden (expo de groupe)
  - Museum of Arts and Design, New York (expo de groupe)
  - When Attitudes Became Form, Wattis Institute for Contemporary Arts,College of the Arts, San Francisco (expo de groupe)
  - Art Brussels, New Works Brussels Expo (expo de groupe)
  - Art Cologne, Cologne (expo de groupe)
  - ART PARIS, New Works, Grand Palais, Paris (expo de groupe)
  - DRAWING NOW, New Drawings, Carrousel du Louvre, Paris (expo de groupe)
  - African spirit, Lelong Gallery, Zurich (expo de groupe)
  - Art 43 Basel, New Works, galerie Lelong, Paris (expo de groupe)
  - « Africa:See You, See Me! », Opening at Nike Art Gallery (expo de groupe)

- 2013 :
  - New Prints, Musée du Dessin et de l'Estampe originale de Gravelines, Château - Arsenal
  - Solo show, New installation, « The trial. #2 », New Performance, Illogical Logic, Musée d'art contemporain de Saint-Étienne
  - « Coexistence on earth », Wooson Gallery, Daegu, Corée du sud (cat.)
  - Talking to the Moon, Musée d'art moderne de Saint-Étienne-Métropole (cat.)[14]
  - Hidden Faces, Galerie Lelong, Paris[16]
  - Dérives, Marseille - cathédrale Sainte-Anne, Arles
  - Signs in The Leaves, Médiathèque Benjamin Rabier, La Roche-sur-Yon
  - How far away is the horizon ? Part of images of The World Festival, « Occupy Utopia », Aalborg, Kobenhavn, Aarhus, Danemark
  - Musée Ariana, Genève
  - XBorder Art Biennial 2013, Lulea Rovaniemi Severomorsk, Suède (expo de groupe)
  - Juegos de Lenguaje, Caceres, Espagne (expo de groupe)
  - Egarements, château d'Avignon, Avignon (expo de groupe)
  - Aqua Vitalis, Festival, Normandie Impressionniste, Caen (expo de groupe)
  - Galopec, espace culturel Marc-Jacquet, Barbizon (expo de groupe)
  - Le Pont, project Marseille 2013, Musée d'art contemporain de Marseille, Marseille (expo de groupe)
  - Les Voyages Parallèles, Neuilly-sur-Marne (expo de groupe)
  - Against the Grain: Wood in Contemporary Art, Museum of arts and design (expo de groupe)
  - « Viens, la mort, on va danser »[Note 3], galerie Maïa Muller, Paris (expo de groupe)[17]

- 2014 :
  - An Afropolitan View, Uppsala Art Museum, Sweden (cat.)
  - Here Africa, Château de Penthes, Genève-Pregny
  - The House of Secrets, La Chaufferie, Haute école des arts du Rhin
  - Drawing Now, Carreau du Temple, Galerie Lelong, Paris (expo de groupe)
  - FOOD, SESC Pinheiros, Sao Paulo (expo de groupe)
  - A dream place for the orphans, The cost of living, L'Aspirateur et Musée d'art et d'histoire, Narbonne[18]

- 2015 :
  - Urban requiem, Biennale de Venise[19]
  - Boat for exil, galerie Samuel Lallouz[20]
  - Maison des arts de Châtillon, France
  - Château Lynch-Bages, Pauillac, France
  - Les diables et les dieux Château de Tanlay

- 2016 :
  - Déluge, Carré Sainte-Anne, Montpellier
  - Alive in a Box, Galerie Lelong, Paris
  - Résonance. De l'original au multiple, Centre Cristel Éditeur d'Art, Saint-Malo

- 2017 :
  - Strange Fruit, Galerie Lelong, Paris
  - Église Sainte-Eugénie, Biarritz
  - Hangar H18, Bruxelles
  - Fondation Alliances, Marrakech
  - Galerie 4, Centre Pompidou, Paris

- 2018 :
  - Heimatlos, Nosbaum Reding, Luxembourg
  - Beyond Fahrenheit 451, a book is my hope, Dak'Art Off, Librairie des 4 vents, Dakar
  - Exil, musée international de la Croix-Rouge et du Croissant-Rouge, Genève

- 2019 : Wouri, Donga, Sanaga, Galerie Lelong & Co., Paris[21]
- 2023 : 
  - "Water is a right", Galerie Lelong & Co., Paris [22]
  - "Expression(s) décoloniale(s) #3", Château des ducs de Bretagne, Nantes [23]

En 2022, dans le cadre de l'exposition Les choses. Une histoire de la nature morte, le musée du Louvre installe Le Pilier des migrants disparus sous la pyramide (H. 18 m env. tissus et papier) et un Grand vase Charpin (2016) est exposé parmi les œuvres de l'espace nommé « Vanité ».

### Ouvrages monographiques
- 1998 : Parasites, centre d’arts plastiques de Saint-Fons

- 1999 :
  - Virgin Forest, La Criée, centre d’art contemporain, Rennes
  - Migrateurs, ARC, Musée d’art moderne de la Ville de Paris

- 2000 : Labyrinth Process, La Criée centre d’art contemporain, Rennes / Michel Baverey éditeur

- 2001 :
  - Das Bett, école régionale des Beaux-Arts de Dunkerque
  - Die Tageszeitung, Small Noise, Bruxelles, Belgique

- 2002 :
  - Emergency exit, Le Lieu Unique, Nantes
  - You don’t know what you are missing, Filigranes Éditions

- 2003 : Eroticotoguo, Onestar press, Paris
- 2004 : The Sick Opera, Palais de Tokyo, site de création contemporaine, Paris Musées
- 2005 : The Human Mirror, école supérieure d’art de Lorient
- 2010 : The Lost Dogs' Orchestra, éd. Galerie Lelong, Paris  (ISBN 978-2-86882-092-1)
- 2013 : Barthelemy Toguo, Talking to the Moon, Silvana Editoriale,  (ISBN 9788836625796)
- 2014 : Barthelemy Toguo, Print Shock, Silvana Editoriale,  (ISBN 9788836626267)
- 2016 : Barthélémy Toguo Gloria Mundi, entretien avec Thierry Clermont, Buchet-Chastel,  (ISBN 9782283026977)
- 2020 : Barthelemy Toguo par Philippe Dagen, Skira/Bandjoun Station/Galerie Lelong,  (ISBN 978-2370741448)
- 2021 : Barthelemy Toguo Kingdom of Faith, Snoeck Publishers,  (ISBN 9789461617408)

### Collectif
- « Les 50 personnalités qui font le Cameroun : Barthélémy Toguo », Jeune Afrique, no 2520-2521, du 26 avril au 9 mai 2009, p. 42